# Letonia en los Juegos Olímpicos de Pekín 2022
Letonia estuvo representada en los Juegos Olímpicos de Pekín 2022 por un total de 58 deportistas que competirán en 11 deportes. Responsable del equipo olímpico es el Comité Olímpico Letón, así como las federaciones deportivas nacionales de cada deporte con participación.
Los portadores de la bandera en la ceremonia de apertura fueron el jugador de hockey sobre hielo Lauris Dārziņš y la piloto de luge Elīza Tīruma.

## Medallistas
El equipo olímpico letón obtuvo las siguientes medallas:
| Nombre                                                    | Deporte | Competición  |
| --------------------------------------------------------- | ------- | ------------ |
| Oro                                                       |         |              |
| —                                                         |         |              |
| Plata                                                     |         |              |
| —                                                         |         |              |
| Bronce                                                    |         |              |
| Elīza Tīruma Kristers Aparjods Mārtiņš Bots Roberts Plūme | Luge    | Equipo mixto |